# Fotografía academicista

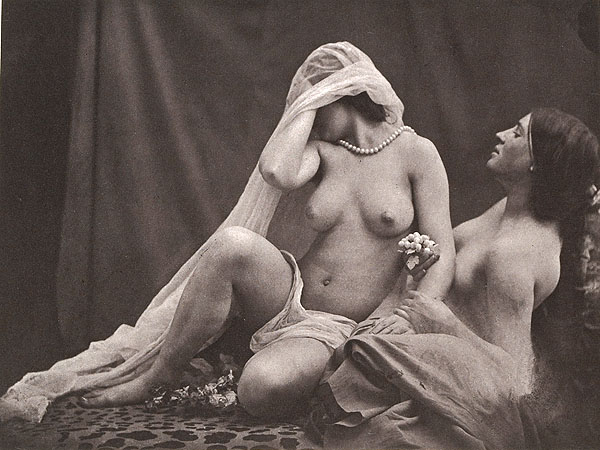
Estudio de Oscar Rejlander, para su obra Los dos sentidos de la vida (1858).

Bajo el nombre de fotografía academicista se conocen una serie de intentos de identificación artística de la fotografía que se desarrollaron en la segunda mitad del siglo XIX, que buscaban incorporar a esta disciplina elementos propios de la pintura, y que se consideran antecedentes del movimiento pictorialista de finales del siglo XIX y principios del siglo XX.

## Orígenes
La fotografía academicista surge en el marco de los primeros debates acerca del estatus artístico de la fotografía, en la década de 1850, donde predominaban las posiciones que negaban el valor artístico de la fotografía, apoyados principalmente en el argumento del carácter mecánico de la operación, o la ausencia de una sensibilidad e inteligencia detrás de la cámara. Autores relevantes como Baudelaire, en un conocido ensayo de 1859 señalaba:

La poesía y el progreso son dos ambiciosos que se odian con un odio instintivo, y, cuando coinciden en el mismo camino, uno de los dos ha de valerse de otro. Si se permite que la fotografía supla al arte en algunas de sus funciones pronto, gracias a la alianza natural que encontrará en la necedad de la multitud, lo habrá suplantado o totalmente corrompido. Es necesario, por tanto, que cumpla con su verdadero deber, que es el de ser la sirvienta de las ciencias y de las artes, pero la muy humilde sirvienta, lo mismo que la imprenta y la estenografía, que ni han creado ni suplido a la literatura.

En paralelo, se empiezan a realizar las llamadas «academias» (académies), un género fotográfico que surge precisamente para servir de apoyo al estudio de desnudos y otros temas para los pintores de la época.
Muchos de estos fotógrafos realizadores de «académies», serán los que incursionen en sus propias composiciones usando la técnica del positivo combinado, una forma precursora del fotomontaje.

## Propuesta estética
Estos fotógrafos reivindican el papel artístico de la fotografía buscando inspiración en la pintura academicista, de la que toman sobre todo sus temas y géneros (temas mitológicos, hechos históricos, etc.). Junto con ello defienden la artisticidad de la fotografía buscando que las fotos sean muy laboriosas de realizar, requiriendo evidentes destrezas manuales comparables a las de los artistas plásticos de la época. Es por ello que primero realizan un boceto previo, luego se escenifica con decorados, vestuario, atrezzo, y gran parte del proceso creativo se concentra en el momento de la copia, mediante la previamente diseñada composición de negativos superpuestos (positivo combinado). El resultado fotográfico final viene a ser fruto de múltiples procesos.

## Técnicas usadas y autores
Los primeros fotógrafos trabajaban con el daguerrotipo, pasando después a emplear otros métodos fotográficos como el colodión, la albúmina y otros.
Entre los realizadores más relevantes de fotografía academicista destacan André Adolphe Eugène Disdéri -quien fue incluso uno de sus primeros teóricos con su obra Estética de la fotografía, 1862-, Oscar Gustav Rejlander, Henry Peach Robinson y Julia Margaret Cameron.